# Provansa-Alpe-Azurna obala
Provansa-Alpe-Azurna obala (fra. Provence-Alpes-Côte d'Azur) je regija na jugu Francuske. Sastoji se od povijesne provincije Provanse, bivšeg papinskog teritorija Avignona, bivšeg sardinijskog teritorija Nice i jugoistočnog dijela bivše francuske provincije Dauphiné koja se nalazi u Alpama.

## Administracija
Regionalno vijeće za regiju Provansa-Alpe-Azurna obala se nalazi u Marseilleu. Sastoji se od 123 zastupničkih mjesta. Od 2004. do 2010. na vlasti je Ljevičarska Unija s većinom od 73 zastupnička mjesta.
Raspored vijećnika po departmanima:
- 4 zastupnika za departman Alpe Gornje Provanse
- 3 zastupnika za departman Visoke Alpe
- 26 zastupnika za departman Primorske Alpe
- 51 zastupnika za departman Bouches-du-Rhône
- 25 zastupnika za departman Var
- 14 zastupnika za departman Vaucluse

## Zemljopis
Regija Provansa-Alpe-Azurna obala (pokrata: PACA) graniči s Italijom, na sjeveru dijeli granicu s pokrajinom Rona-Alpe, a na zapadu s pokrajinom Languedoc-Roussillon gdje granicu čini rijeka Rona. PACA na jugu izlazi na Sredozemno more. Pokrajina ima 6 departmana koji su većinom dijelovi starih provincija Provanse i Dauphiné.
U Provansi se izmjenjuje krški odnosno vapnenački reljef, vrlo razvedena obala, te reljef kristalinskih stijena.
Klima je idealna za rast samoniklog cvijeća i aromatičnih trava brojnih vrsta - ružmarin, majčina dušica, mažuran, origano, bosiljak i lavanda. Stoga je u ovoj regiji jedna od specifičnosti upravo uzgoj cvijeća, kako za trgovinu rezanim cvijećem, tako i za proizvodnju miomirisa.

## Vanjske poveznice
- Regionalno vijeće  Arhivirana inačica izvorne stranice od 6. siječnja 2007. (Wayback Machine)
- Portal regije PACA
- Toulon  Arhivirana inačica izvorne stranice od 6. rujna 2010. (Wayback Machine)
- Paca-Communiques.com  Arhivirana inačica izvorne stranice od 17. listopada 2005. (Wayback Machine)
- Azurna obala  Arhivirana inačica izvorne stranice od 26. listopada 2011. (Wayback Machine)
- Slike Provanse  Arhivirana inačica izvorne stranice od 2. siječnja 2007. (Wayback Machine)
- Toulonnais.com :Grad Toulon  Arhivirana inačica izvorne stranice od 15. siječnja 2021. (Wayback Machine)
- Provansa-Alpe-Azurna obala - Foto album
- Portal Provanse

|  | Portal Francuske – Pristup člancima s tematikom o Francuskoj. |